# Shinano (porta-aviões)
O Shinano (信濃) foi um porta-aviões operado pela Marinha Imperial Japonesa. Sua construção começou em maio de 1940 no Arsenal Naval de Yokosuka originalmente como o terceiro couraçado da Classe Yamato, depois do Yamato e Musashi, sendo lançado ao mar em outubro de 1944 e comissionado na frota japonesa um mês depois. Era capaz de transportar 47 aeronaves, era armado com uma bateria antiaérea de canhões de 127 e 25 milímetros e vários lança-foguetes, tinha um deslocamento carregado de 73 mil toneladas e alcançava uma velocidade de 28 nós.
O casco parcialmente incompleto do Shinano foi convertido em porta-aviões depois da derrota japonesa na Batalha de Midway em junho de 1942, porém apenas como uma embarcação de suporte. Recebeu ordens de deixar Yokosuka com destino a Kure em novembro de 1944 a fim de completar sua equipagem e transportar um carregamento de aeronaves. Entretanto, o navio acabou afundado no caminho dez dias depois de seu comissionamento por quatro torpedos disparos pelo submarino estadunidense USS Archerfish. Houve 1 435 mortos, incluindo o seu oficial comandante.

## Características
O Shinano tinha 265,8 metros de comprimento de fora a fora, uma boca de 36,3 metros e um calado de 10,3 metros. O navio possuía um deslocamento padrão de 65,8 mil toneladas, um deslocamento normal de 69 151 toneladas e um deslocamento carregado de 73 mil toneladas, fazendo dele o porta-aviões mais pesado da história até então. Seu sistema de propulsão era composto por doze caldeiras Kampon que impulsionavam quatro conjuntos de turbinas a vapor, cada uma girando uma hélice, que chegavam a produzir 150 mil cavalos-vapor (110 mil quilowatts) de potência. O Shinano era capaz de alcançar uma velocidade máxima de 28 nós (52 quilômetros por hora), porém como nunca realizou testes marítimos a velocidade máxima, sua real performance é desconhecida. Ele carregava 9 047 toneladas de óleo combustível, o que proporcionava uma autonomia de dez mil milhas náuticas (dezenove mil quilômetros) a uma velocidade de dezoito nós (33 quilômetros por hora). Sua tripulação era formada por 2,4 mil oficiais e marinheiros.

### Convés e hangar
O convés de voo tinha 256 metros de comprimento e quarenta metros de largura, sobressaindo do casco nas duas extremidades e assim apoiado por dois pilares. Uma grande superestrutura, semelhante a aquela do Taihō, foi construída a estibordo e integrada com a chaminé. Assim como no Taihō, o único outro porta-aviões japonês com um convés de voo blindado, o convés do Shinano funcionava como o convés fortalecido do navio e copiava a prática britânica implementada na Classe Illustrious. O convés de voo foi projetado para resistir à penetração de uma bomba de quinhentos quilogramas lançada por um bombardeiro de mergulho, possuindo placas blindadas de 75 milímetros de espessura sobre aço ordinário de vinte milímetros. Ele era equipado com quinze fios detentores transversais e três barreiras de segurança que podiam parar uma aeronave de 7,5 toneladas; cinco desses cabos foram posicionados mais adiante a fim de permitir que aeronaves pousassem no navio pela proa caso a parte traseira do convés ficasse inutilizável.
O Shinano foi projetado para carregar e abastecer suas aeronaves no convés de voo, onde era mais seguro para a embarcação. Experiências adquiridas na Batalha de Midway e na Batalha do Mar de Coral demonstraram que abastecer e armar os aviões no hangar era um enorme perigo para os porta-aviões caso fossem atacados no meio do processo. Boa parte do hangar do Shinano foi deixado aberto para melhor ventilação, apesar que existiam persianas metálicas capazes de fechar a maior parte do hangar se fosse necessário. Isto permitia que materiais militares ou aeronaves em chamas fossem jogadas no mar, algo que porta-aviões anteriores não podiam fazer por terem hangares fechados.
Diferentemente dos porta-aviões britânicos, as laterais do hangar do Shinano não eram blindadas. A embarcação possuía um único hangar por motivos de estabilidade e ele tinha 163,4 por 33,8 metros, com uma largura mínima de 19,8 metros na popa e altura de cinco metros. A área do hangar na proa era dedicada a instalações de manutenção e armazenamento. As aeronaves eram transportados entre o hangar e o convés de voo por meio de dois elevadores, um em cada extremidade do hangar ao longo da linha central do navio. O maior deles media quinze por catorze metros. Eles eram capazes de levantar aeronaves de até 7,5 toneladas. A embarcação podia armazenar até 720 mil litros de gasolina de aviação. Grandes ventiladores foram instalados no hangar a fim de expulsar vapores no caso de danos no sistema de gasolina pelo fato do Taihō ter sido afundado por uma explosão dos vapores de gasolina. Ventoinhas de lona também poderiam ser acionadas sobre as aberturas dos elevadores para forçar a entrada de mais ar.
O grupo aéreo do navio teria dezoito caças Mitsubishi A7M Reppū mais dois reservas, dezoito bombardeiros de mergulho Aichi B7A Ryusei mais dois reservas e seis aeronaves de reconhecimento Nakajima C6N Saiun mais um de reserva. O restante do hangar abrigaria até 120 aviões para reabastecer outros porta-aviões e bases em terra.

### Armamentos
O armamento principal do Shinano era composto por dezesseis canhões de duplo-propósito Tipo 89 calibre 40 de 127 milímetros em oito montagens duplas, duas em cada ponta do navio. Contra alvos de superfície, elas tinham um alcance de 14,7 quilômetros, enquanto contra alvos aéreos seu teto máximo era de 9,44 quilômetros a uma elevação máxima de noventa graus. Sua cadência de tiro máxima era de catorze disparos por minuto, já sua cadência de tiro efetiva era de aproximadamente oito disparos por minuto.
A embarcação também carregava 105 canhões antiaéreos Tipo 96 calibre 60 de 25 milímetros em 35 montagens triplas. Estes tinham um alcance efetivo de 1,5 a três quilômetros e um teto efetivo de 5,5 quilômetros a uma elevação de 85 graus. Sua cadência de tiro efetiva máxima era de 110 a 120 disparos por minuto por causa da frequente necessidade de trocar os cartuchos de munição, que tinham apenas quinze projéteis cada. O canhões de 25 milímetros era a arma antiaérea leve padrão japonesa durante a Segunda Guerra Mundial, porém ela sofria de sérios problemas de projeto que a deixavam praticamente ineficiente. Segundo o historiador Mark Stille, a arma tinha muitas falhas incluindo a incapacidade de "lidar com alvos em alta velocidade porque não podiam virar e elevar rápido o bastante manualmente ou por energia, suas miras eram inadequadas para alvos de alta velocidade, possuía uma vibração e choque de disparo excessivos". Esses canhões eram suplementados por 336 lança-foguetes em doze montagens de 28 canos. Cada foguete de 120 milímetros pesava 22,5 quilogramas e tinha uma velocidade máxima de duzentos metros por segundo. Seu alcance máximo era de 4,8 quilômetros.
Quatro diretórios de controle de disparo Tipo 94 foram instalados para controlarem as armas de 127 milímetros. As duas unidades que controlavam os canhões de bombordo ficavam adjacentes às armas, enquanto as unidades de estibordo foram montadas na dianteira e traseira da superestrutura. Eles podiam, respectivamente, controlar todas as armas na proa e na popa conforme o necessário. Radares de procura aérea Tipo 22 e Tipo 13 possivelmente tenham sido instalados também.

### Blindagem
O cinturão de blindagem tinha quatrocentos milímetros de espessura e só foi mantido porque já tinha sido instalado próximo dos depósitos de munição, com ele tendo sido reduzido para 160 milímetros em outras áreas. Abaixo ficava uma linha de placas que afinava em espessura de duzentos para 75 milímetros na extremidade inferior. A parte reta do convés blindado sobre os depósitos de munição e sala de máquinas foi mantida, possuindo de cem a 190 milímetros de espessura, enquanto a parte inclinada que ficava angulada para baixo em direção do fundo do cinturão principal tinha 230 milímetros. Grandes protuberâncias antitorpedo abaixo da linha d'água proporcionava a principal defesa subaquática, apoiada por uma antepara blindada que se estendia do cinturão de blindagem; esta tinha a intenção de impedir que estilhaços perfurassem o casco principal e, apesar de não ser a prova d'água, havia uma segunda que era. A junção entre os cinturões superior e inferior era fraca e mostrou-se ser um problema sério quando atingida por torpedos.
Os tanques de gasolina de avião do Shinano eram protegidos por uma blindagem que podia resistir a um projétil de 155 milímetros, mas mesmo assim a Marinha Imperial Japonesa inicialmente tentou isolá-los do resto do navio com uma ensacadeira. Entretanto, a investigação sobre o naufrágio do Taihō revelou que os tanques de gasolina de avião tinham vazado depois da embarcação ter sido torpedeada. Os vapores então penetraram na ensacadeira e explodiram. Desta forma, a Marinha Imperial achou que era mais prudente preencher o espaço vazio entre os tanques e a ensacadeira com 2,4 mil toneladas de concreto com o objetivo de impedir que os vapores vazassem.

## Construção
O Shinano foi encomendado em 1939 como parte do 4º Programa de Suplemento de Armamentos Navais, sendo um de dois couraçados adicionais previstos para a Classe Yamato. Foi nomeado em homenagem a antiga Província de Shinano, seguindo as convenções japonesas para a nomeação de couraçados. Seu batimento de quilha ocorreu em 4 de maio de 1940 no Arsenal Naval de Yokosuka com um projeto modificado em relação aos primeiros navios da classe. Sua blindagem seria de dez a vinte centímetros mais fina, pois fora provado que ela era mais espessa do que o necessário para o nível desejado de proteção, enquanto sua bateria antiaérea pesada seria composta por canhões de duplo-propósito Tipo 98 calibre 65 de 100 milímetros, pois este tinha características balísticas superiores e uma cadência de tiro maior que os canhões de 127 milímetros.
Assim como o Yamato e o Musashi, os irmãos do Shinano, a existência do novo navio foi mantida sob extremo sigilo. Um grande muro foi erguido ao redor da doca onde as obras estavam acontecendo e os trabalhadores ficavam confinados no terreno do estaleiro. Existiam sérias punições, incluindo a morte, para qualquer um que mencionasse a nova embarcação. Consequentemente, o Shinano é o único grande navio de guerra do século XX que nunca foi fotografado durante sua construção. Sabe-se que o porta-aviões foi fotografado apenas duas vezes em sua vida: em 1º de novembro de 1944 por um avião de reconhecimento Boeing B-29 Superfortress estadunidense de uma altitude de 9,8 quilômetros, e então dez dias depois por um fotógrafo civil a bordo de um rebocador durante os testes marítimos do Shinano na Baía de Tóquio.

### Conversão
A construção do casco do Shinano foi temporariamente paralisada em dezembro de 1941 para permitir que a Marinha Imperial tivesse tempo para decidir o que fazer com o navio. Esperava-se que ele estivesse pronto apenas em 1945 e o naufrágio dos navios capitais britânicos HMS Prince of Wales e HMS Repulse por bombardeiros japoneses questionou a viabilidade de couraçados na guerra. A Marinha Imperial também queria que a grande doca seca em que a embarcação estava sendo construída ficasse disponível, o que necessitaria da desmontagem daquilo que já tinha sido completado ou a finalização o suficiente do casco para que assim pudesse ser lançado ao mar e liberasse o espaço. A Marinha Imperial decidiu a segunda opção, porém com uma força de trabalho reduzida que esperava poder lança-lo dentro de um ano.
A Marinha Imperial ordenou em julho de 1942 que o casco incompleto fosse convertido em um porta-aviões, um mês depois da perda desastrosa de quatro porta-aviões de frota na Batalha de Midway. O casco estava apenas 45% completo nessa época, com os trabalhos estruturais completos até o convés inferior e a maior parte dos maquinários internos instalados. O convés principal, blindagem lateral inferior e blindagem lateral superior próxima dos depósitos de munição também já tinham sido instalados, enquanto as barbetas dianteiras para as torres de artilharia principais estavam quase finalizadas. A Marinha Imperial decidiu que o Shinano se tornaria um porta-aviões de suporte altamente blindado, carregando aeronaves reservas, combustível e materiais em apoio a outros porta-aviões, em vez de se tornar um porta-aviões de frota.

### Lançamento

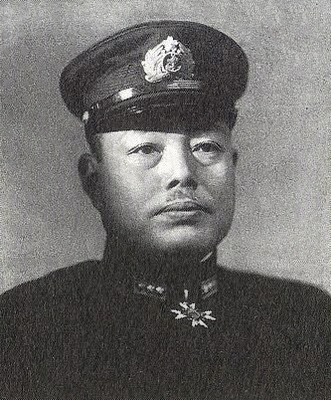
O capitão Toshio Abe, o oficial comandante do Shinano

O Shinano foi originalmente programado para ser completado em abril de 1945, porém o ritmo da construção foi acelerado depois da derrota japonesa na Batalha do Mar das Filipinas em junho de 1944, pois a Marinha Imperial antecipou que os Estados Unidos agora seriam capazes de bombardear o Japão com aeronaves de longo alcance a partir de bases terrestres nas Ilhas Marianas. O Arsenal Naval de Yokosuka não conseguiu aumentar o número de trabalhadores no porta-aviões e assim eles não foram capazes de cumprir o novo prazo de outubro. Mesmo assim, a pressão para finalizar a embarcação o mais rápido possível levou a um acabamento ruim por parte da força de trabalho.
O lançamento do Shinano ocorreu em 8 de outubro de 1944 com o capitão Toshio Abe assumindo o comando; o evento ficou marcado por um acidente que alguns consideraram como uma espécie de mau presságio. Durante o procedimento de flutuação, um dos caissons que ficavam no final da doca não tinha sido adequadamente lastrado com água do mar e ele ergueu-se inesperadamente enquanto a água subia para o mesmo nível do mar. O influxo repentino de água para dentro da doca seca empurrou o navio em direção da extremidade dianteira, danificando a estrutura da proa abaixo da linha de flutuação e necessitando que reparos dentro de uma doca seca. Estes foram finalizados no dia 26.

## História

### Partida
O Shinano foi formalmente comissionado em Yokosuka no dia 19 de novembro de 1944, tendo passado as duas semanas anteriores em equipagem e realizando testes marítimos. O Estado-Maior Geral da Marinha Imperial ficou preocupado com a segurança da embarcação depois de um sobrevoo de um bombardeiro de reconhecimento estadunidense, assim foi ordenado que o porta-aviões partisse até o dia 28 para Kure, onde o restante da equipagem ocorreria. Abe pediu por um adiamento, pois a maioria das portas a prova d'água ainda não tinham sido instaladas, testes de ar dos compartimentos não tinham sido realizados e muitos buracos nos compartimentos das anteparas para fios elétricos, dutos de ventilação e canos não tinham sido selados. Mais importante ainda, os sistemas de incêndio e escoamento não tinham bombas d'água e estavam inoperantes; apesar da tripulação ter experiência no mar, eles não tinham treinamento com as bombas portáteis a bordo. Os contratorpedeiros de escolta, Isokaze, Yukikaze e Hamakaze, tinham acabado de retornar da Batalha do Golfo de Leyte e necessitavam de mais três dias para realizar reparos e permitir tempo de recuperação para suas tripulações.
O pedido de Abe foi negado e o Shinano partiu como previsto junto com seus contratorpedeiros de escolta às 18h00min de 28 de novembro. Estavam abordo 2 175 oficiais e marinheiros, mais trezentos trabalhadores do estaleiro e outros quarenta funcionários civis. Comportas estanques e escotilhas foram deixadas abertas para facilitar o acesso às salas de máquinas, assim como alguns bueiros no fundo duplo e triplo do casco. Abe era a favor de realizar a travessia durante o dia, já que isto lhe permitiria tempo extra para treinar sua tripulação e também permitiria que as tripulações dos contratorpedeiros descansassem um pouco. Entretanto, ele foi forçado a fazer uma viagem noturna ao descobrir que o Estado-Maior Geral não podia proporcionar cobertura aérea. O Shinano levava consigo seis lanchas suicidas da Classe Shin'yō e cinquenta aviões kamikaze Yokosuka MXY-7 Ohka; suas outras aeronaves só viriam a bordo posteriormente. As ordens do navio eram para seguir até Kure, onde sua equipagem seria finalizada, e depois entregar os aviões kamikaze nas Filipinas e em Okinawa. Ele estava viajando a vinte nós (37 quilômetros por hora), necessitando dezesseis horas para cobrir os 480 quilômetros até seu destino. Abe estava para ser promovido a contra-almirante assim que a equipagem terminasse, mostrando o quão importante o Shinano era para o comando naval.

### Ataque

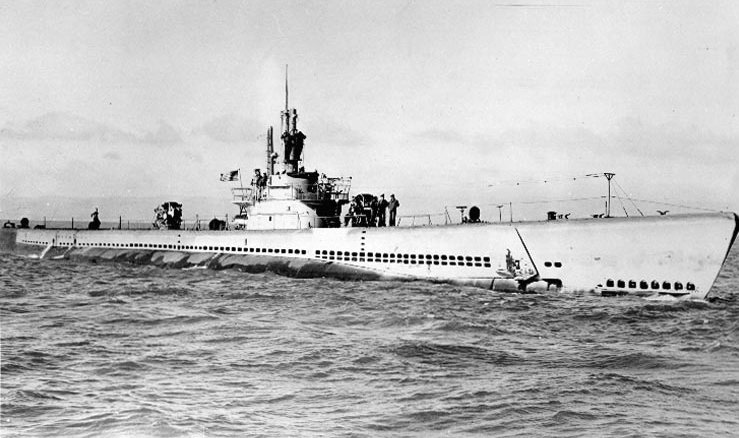
O USS Archerfish, o submarino que atacou e afundou o Shinano

O submarino estadunidense USS Archerfish, comandado pelo comandante Joseph F. Enright, captou o Shinano e suas escoltas no radar às 20h48min e os perseguiu em um curso paralelo. O porta-aviões detectou o sinal de radar do submarino mais de uma hora e meia depois. O Shinano normalmente seria capaz de deixar o Archerfish para trás, porém o movimento em zigue-zague do navio e suas escoltas, que tinha a intenção de evadir submarinos inimigos na área, inadvertidamente colocou o grupo no caminho do submarino diversas vezes. Os vigias do porta-aviões avistaram o submarino às 22h45min e o Isokaze deixou a formação para investigar, contrariando ordens. Abe mandou que o contratorpedeiro retornasse para a formação sem atacar por acreditar que o submarino era parte de uma matilha estadunidense. Ele presumiu que o Archerfish estava sendo usado como chamariz para afastar uma das escoltas e permitir que outros submarinos atacassem o Shinano. Abe ordenou que seus navios virassem para longe do submarino na expectativa de deixá-lo para trás, contando com sua margem de velocidade de dois nós (3,7 quilômetros por hora) sobre o submarino.
O porta-aviões foi forçado a reduzir sua velocidade para dezoito nós (33 quilômetros por hora), a mesma do Archerfish, às 23h22min a fim de impedir danos ao eixo de uma das hélices devido ao superaquecimento de um mancal. O Shinano virou para o sudoeste às 2h56min já do dia 29 e seguiu diretamente para o submarino. O Archerfish virou para o leste oito minutos depois e submergiu em preparação para o ataque. Enright ordenou que seus torpedos fossem ajustados para uma profundidade de três metros caso navegassem abaixo do que estabelecido; ele também queria aumentar as chances de emborcar o navio ao criar buracos mais altos no casco. O Shinano virou para o sul alguns minutos depois, expondo toda sua lateral para o Archerfish, uma situação de disparo quase ideal. O contratorpedeiro de escolta naquele lado passou por cima do Archerfish sem detectá-lo. O submarino lançou seis torpedos às 3h15min e então mergulhou para 120 metros a fim de escapar de um ataque com cargas de profundidade dos contratorpedeiros.
Quatro torpedos acertaram o Shinano a uma profundidade média de 4,27 metros. O primeiro impacto foi próximo da popa, inundando compartimentos de armazenamento refrigerados e um dos tanques de gasolina de avião vazios, matando muitos do pessoal de engenharia que estavam dormindo nos compartimentos acima. O segundo foi no compartimento em que o eixo da hélice externa de estibordo entrava no casco e inundou a sala de máquinas próxima. O terceiro foi mais à frente, inundando a sala de caldeiras três e matando todos que estavam ali. Falhas estruturais fizeram com que as duas salas de caldeira adjacentes inundassem também. O quarto inundou a sala do compressor de ar de estibordo, adjacente aos depósitos de munição das armas antiaéreas, e a estação de controle de danos dois, também rompendo um tanque de combustível adjacente.

### Naufrágio

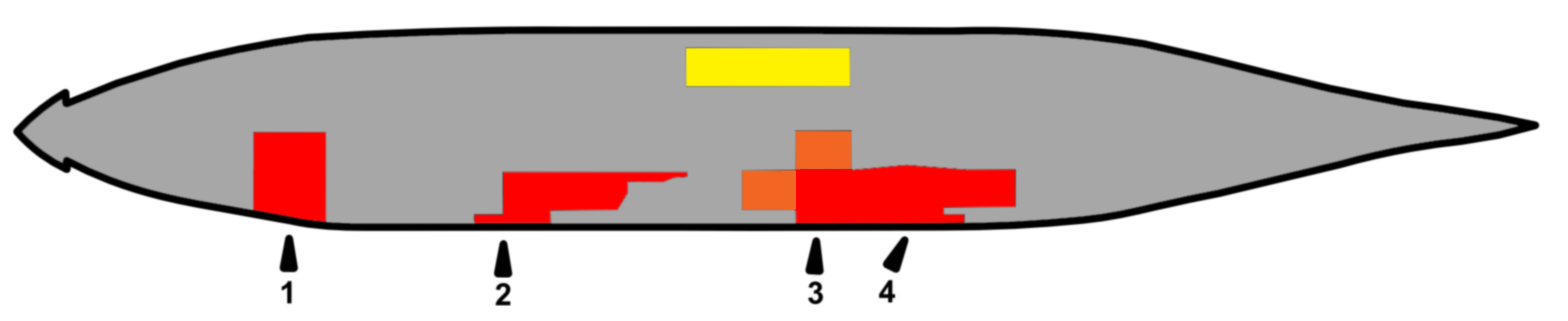
Diagrama mostrando os locais dos impactos dos torpedos e as inundações resultantes: vermelho mostra os compartimentos inundados imediatamente, laranja os que inundaram lentamente e amarelo a inundação deliberada para contrabalancear o adernamento do navio

Os danos ao Shinano, apesar de sérios, foram inicialmente considerados administráveis. A tripulação estava confiante na blindagem e força do navio, o que levou a esforços iniciais negligentes para salvá-lo. Este excesso de confiança chegava em Abe também. Ele duvidou que os torpedos do submarino poderiam infligir danos sérios, pois sabia que os torpedos estadunidenses eram menos potentes que os japoneses. Abe ordenou que o porta-aviões mantivesse sua velocidade máxima, mesmo depois de ter sido atingido pelo último torpedo. Isto fez com que mais água entrasse pelos buracos no casco, aumentando as inundações. O Shinano já estava com um adernamento de dez graus para estibordo dentro de alguns minutos. Este adernamento logo aumentou para treze graus, mesmo com a tripulação bombeando três mil toneladas de água para a sentina de bombordo. Abe ordenou uma mudança de curso para Ponto Shiono assim que ficou aparente que os danos eram mais sérios do que ele pensava. A inundação contínua aumentou o adernamento para quinze graus às 3h30min. O capitão ordenou cinquenta minutos depois que os tanques de bombordo vazios fossem contra inundados, o que reduziu o adernamento para doze graus. Ele ordenou às 5h00min que os trabalhadores civis fossem transferidos para os contratorpedeiros de escolta porque eles estavam atrapalhando a tripulação.
Meia hora depois, o Shinano estava navegando a dez nós com um adernamento de treze graus. Seu adernamento aumentou para vinte graus às 6h00min depois da sala de caldeiras de estibordo ter sido inundada, momento em que os tanques de contra balanceamento de bombordo subiram acima da linha d'água e ficaram ineficazes. Os motores pararam de funcionar às 7h00min por falta de vapor, com Abe ordenando meia hora depois que todos os compartimentos de propulsão fossem evacuados. Ele então ordenou que as três salas de caldeiras de bombordo fossem inundadas em uma tentativa de reduzir o adernamento. Abe também ordenou que o Hamakaze e o Isokaze rebocassem o Shinano. Entretanto, os dois contratorpedeiros deslocavam apenas cinco mil toneladas juntos, um catorze avos do deslocamento do porta-aviões, muito abaixo do necessário para superar seu peso morto. Os primeiros cabos de reboque romperam-se sob o estresse e uma segunda tentativa foi abortada pelo medo de machucarem as tripulações dos contratorpedeiros caso se rompessem de novo. O Shinano perdeu toda a potência pro volta das 9h00min e agora estava com um adernamento de mais de vinte graus. Abe deu a ordem de abandonar o navio às 10h18min, momento em que a embarcação estava com um adernamento de trinta graus. Água entrou pelo poço aberto do elevador no convés de voo e sugou muitos marinheiros de volta para dentro do navio enquanto ele afundava. Um grande exaustor abaixo do convés de voo também sugou muitos marinheiros.
O Shinano finalmente emborcou às 10h57min e afundou pela proa, estando a 105 quilômetros de distância do litoral japonês e a uma profundidade de aproximadamente quatro quilômetros, com 1 435 oficiais, marinheiros e civis morrendo no naufrágio. Dentre os mortos estava Abe e seus dois navegadores, que escolheram afundar com o navio. Os contratorpedeiros de escolta resgataram 55 oficiais, 993 suboficiais e marinheiros, mais 32 civis para um total de 1 080 sobreviventes. Estes sobreviventes ficaram isolados na ilha de Mitsuko até meados de janeiro de 1945 com o objetivo de impedir que notícias sobre a perda do porta-aviões se espalhassem. O Shinano foi formalmente removido do registro naval japonês em 31 de agosto. Ele permanece até hoje como a maior embarcação já afundada por um submarino na história.
O Escritório de Inteligência Naval dos Estados Unidos inicialmente não acreditou na reivindicação de Enright de que tinha afundado um porta-aviões. A construção do Shinano não tinha sido detectada em mensagens de rádio decodificadas ou por outros meios, com os analistas achando que tinham a localização de todos os porta-aviões japoneses sobreviventes, mesmo com um prisioneiro de guerra tendo revelado em julho de 1943 que um terceiro couraçado da Classe Yamato estava sendo convertido em um porta-aviões. Consequentemente, Enright foi creditado por ter afundado um porta-aviões de 28 mil toneladas da Classe Hiyō, baseado em um desenho que ele enviou da embarcação que tinha atacado. Enright acabou creditado pelo naufrágio do Shinano assim que a existência do navio foi descoberta e recebeu a Cruz da Marinha.

## Análise pós-guerra
Análises pós-guerra feitas pela Missão Técnica Naval dos Estados Unidos no Japão salientaram que o Shinano possuía falhas de projeto sérias. Especificamente, a junção entre o cinturão de blindagem no casco superior com a protuberância antitorpedo subaquática foi mal projetada, uma característica herdada dos couraçados da Classe Yamato. Os torpedos do Archerfish todos explodiram ao longo dessa junção. A força das explosões dos torpedos também deslocaram uma viga universal em uma das salas de caldeira, que perfurou um buraco em outra sala de caldeira. Além disso, a não realização de testes para verificar o quão a prova d'água cada compartimento era também desempenhou um papel, pois vazamentos em potencial não puderam ser encontrados e remendados antes do porta-aviões ir para o mar. O oficial executivo do Shinano culpou a enorme quantidade de água que entrou no navio na não realização de testes para verificação de vazamentos. Ele relatou ter ouvido ar soprando por frestas das portas a prova d'água minutos depois do último impacto de torpedo, um indício de que água do mar estava entrando rapidamente na embarcação, mostrando que as portas eram falhas.